# Continents
Continents is het derde studioalbum van de band Peru. Het album werd in 1983 uitgebracht onder verschillende labels, onder andere CNR Records en Red Bullet. Op dit album staat de (toen nog onbekende) hit Africa. Dit nummer werd in 1987 uiteindelijk op single uitgebracht.

## Tracklist

### Lp
Kant A:
- Continents - 10:10
- Cave - 3:30
- Savane - 5:34

Kant B:
- Africa - 11:18
- Oriëntal - 5:31

### Cd
- Continents - 10:16
- Cave - 3:36
- Savane - 5:38
- Africa - 11:19
- Oriëntal - 5:31